# Чарлоне, Сесар (кинематографист)
Сесар Чарлоне (исп. César Charlone; род. 19 апреля 1958, Монтевидео, Уругвай) — уругвайский кинооператор, кинорежиссёр и сценарист.

## Биография
Родился 19 апреля 1958 года в городе Монтевидео, Уругвай. В 1970 году приехал в Бразилию. Окончил Высшую школу кинематографии в Сан-Паулу (1972—1975). Начинал кинооператором рекламных и музыкальных роликов, документальных лент. Мировую известность получила его работа в фильме Фернанду Мейреллиша «Город Бога» (2002).

## Избранная фильмография
- 1987 — Счастливого старого года! (Роберто Жервиц, премия КФ в Грамаду за лучшую операторскую работу)
- 1996 — Как рождаются ангелы (Мурилу Саллиш, премия КФ в Грамаду за лучшую операторскую работу)
- 2002 — Город Бога (Фернанду Мейреллиш, номинация на премию «Оскар», Большая премия бразильского кино)
- 2004 — Sucker Free City (Спайк Ли, телевизионный)
- 2005 — Преданный садовник (Фернанду Мейреллиш, номинация на премию BAFTA)
- 2007 — Ванна для Папы Римского (Сесар Чарлоне, Энрике Фернандес, премия Сан-Себастьянского МКФ, премия международного жюри на МКФ в Сан-Паулу, три премии КФ в Грамаду)
- 2007 — Stranded: I’ve Come from a Plane That Crashed on the Mountains (Гонсало Арихон)
- 2008 — Слепота (Фернанду Мейреллиш, Большая премия бразильского кино, «Серебряная лягушка» МКФ в Лодзи)
- 2008 — Blackout (Даниель Ресенди)
- 2009 — Бразильский футбол (Мики Куретани, документальный)
- 2017 — Сделано в Америке (Даг Лайман)
- 2019 — Два Папы (Фернанду Мейреллиш)

## Признание
Номинант и лауреат многочисленных национальных и международных премий. Член Американской академии кино (2006).